# Cyanopica
Cyanopica es un género de aves paseriformes perteneciente a la familia Corvidae, distribuidas en los extremos oriental y occidental de Eurasia. El nombre del género es la combinación del término griego κυανός (kyanos) «azul oscuro» y el latino pica «urraca» por lo que conjuntamente significa «urraca azul», que describe el aspecto de sus miembros, los rabilargos.

## Especies
El género contiene dos especies:
- Cyanopica cooki - rabilargo ibérico, presente solo en el oeste de la península ibérica.
- Cyanopica cyanus - rabilargo asiático, que ocupa el este de Asia (noreste de China, Corea, este de Mongolia, extremo suroriental de Rusia y Japón).[4]

## Taxonomía

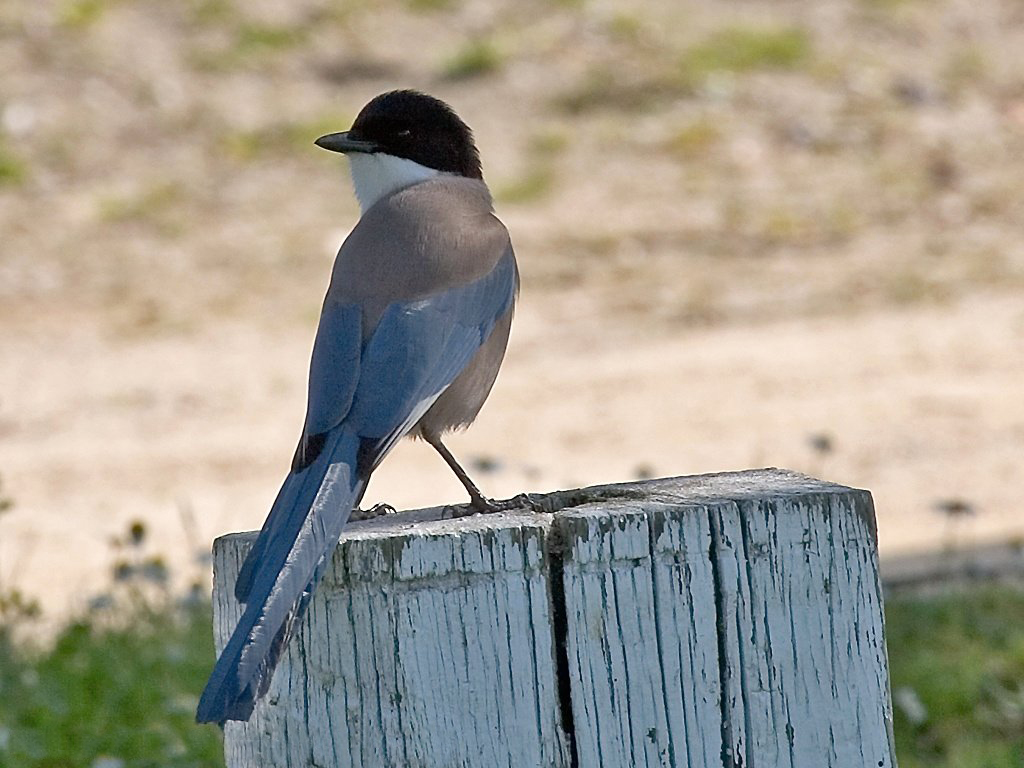
El rabilargo ibérico anteriormente se consideraba una subespecie de C.cyanus.

Durante mucho tiempo se consideró al género Cyanopica monotípico, integrado por una sola especie, Cyanopica cyanus, con poblaciones disjuntas en los dos extremos del continente euroasiático, posiblemente fruto de las últimas glaciaciones que habrían extinguido las poblaciones intermedias y que sobreviviendo aisladas solo las aves de los extremos costeros más cálidos. Sin embargo, a pesar de su aspecto similar los análisis de ADN han mostrado gran divergencia genética entre las poblaciones de Asia y España, lo que demuestra que la separación entre ambas ha sido más prolongada, pudiendo remontarse incluso al Plioceno, por lo que se considera que las dos poblaciones debían separarse en dos especies, y por ello a la antigua subespecie de la península ibérica, cooki, se le dio el rango de especie.